# Липин, Лев Александрович
Лев Алекса́ндрович Ли́пин (настоящее имя — Лейб Хацкелевич Липкинд; 29 апреля [12 мая] 1908 года, Витебск — 13 февраля 1970 года, Ленинград) — советский востоковед, лингвист и переводчик, специалист в области ассириологии, кандидат исторических наук. Доцент восточного факультета Ленинградского университета.

## Биография
Родился в Витебске в семье рабочего. Получил хедерное образование, изучал иврит.
С 1929 года жил в Ленинграде, работал слесарем на предприятиях, продавцом в Торгсине, учился на рабфаке. В 1934 году поступил в ЛИФЛИ, где учился на кафедре семито-хамитских языков и литератур. В 1938 году окончил учёбу уже на кафедре семито-хамитской филологии филологического факультета ЛГУ, образованного на базе ЛИФЛИ. Его однокурсник И. М. Дьяконов в своих воспоминаниях утверждал, что Липин был осведомителем НКВД, и именно по его доносу были арестованы и репрессированы учившиеся вместе с ним Л. Н. Гумилёв, Т. А. Шумовский и Н. П. Ерехович.
В 1938—1941 годах — аспирант исторического факультета ЛГУ. В 1941—1944 годах в эвакуации, работал преподавателем, заведующим кафедрой истории Калмыцкого педагогического института.
В 1944 году Липин вернулся в Ленинград, где стал преподавать на ассириологическом отделении кафедры семитологии восточного факультета ЛГУ. В 1949 году защитил под руководством академика В. В. Струве в Институте востоковедения АН СССР диссертацию на тему «Ассирийская патриархальная семья (Черты патриархального строя среднеассирийской семьи по ассирийским законам)» на соискание степени кандидата исторических наук.
С 1952 года, после закрытия кафедры семитологии в ходе борьбы с космополитизмом — преподаватель ассириологического отделения кафедры истории стран древнего Востока восточного факультета ЛГУ, с 1954 года — доцент. Читал курсы и вёл семинары по аккадскому и шумерскому языкам, ассирийской диалектологии, древнемесопотамской литературе, истории древнего Востока.
Скончался 13 февраля 1970 года после продолжительной и тяжёлой болезни.

## Научная деятельность
Видный специалист по аккадскому языку, подготовил и опубликовал первые на русском языке грамматику (1964), хрестоматию (1957) и словарь (1957) аккадского языка. Первым из отечественных ученых перевел и прокомментировал Законы Эшнунны; переводил Законы Хаммурапи, Среднеассирийские законы и другие документы древней Месопотамии; принимал участие в составлении нескольких хрестоматий и учебника «Очерки истории древнего Востока» (1956). В 1960 году участвовал в XXV Международном конгрессе востоковедов, где выступил с докладом об агглютинации в аккадском языке.
Автор статей в Большой советской энциклопедии и Советской исторической энциклопедии. Совместно с А. М. Беловым написал научно-популярные «Глиняные книги» (1952), предназначенные для детей и юношества и рассказывающие о клинописи, глиняных табличках, мифологии, науках и законах Древнего Двуречья.